# Jonkerstjärnen
Jonkerstjärnen är en tidigare sjö, nu mosse eller våtmark i Skellefteå kommun i Västerbotten och ingår i Bureälven-Mångbyåns kustområde. Jonkerstjärnen ligger i Skallön Natura 2000-område.